# Satondella cachoi
Satondella cachoi is een slakkensoort uit de familie van de Scissurellidae. De wetenschappelijke naam van de soort is voor het eerst geldig gepubliceerd in 2011 door Luque, Geiger & Rolán.